# Dariusz Kubicki
Dariusz Kubicki (Kożuchów, 6 giugno 1963) è un allenatore di calcio ed ex calciatore polacco, di ruolo difensore.

## Palmarès

### Giocatore

#### Competizioni nazionali
- Coppa di Polonia: 2

Legia Varsavia: 1988-1989, 1989-1990
- Supercoppa di Polonia: 1

Legia Varsavia: 1989
- Campionato inglese di seconda divisione: 1

Sunderland: 1995-1996

### Allenatore

#### Competizioni nazionali
- Campionato polacco: 1

Legia Varsavia: 2001-2002
- Coppa di Lega polacca: 1

Legia Varsavia: 2002